# Sulfeto de hidrogênio
Sulfeto de hidrogénio, em nomenclatura antiga sulfureto de hidrogénio, citado algumas vezes como gás sulfídrico ou sulfidreto, é um gás com odor de ovos podres ou carne em decomposição. Em solução aquosa, é chamado de ácido sulfídrico. É solúvel em água e etanol e pode ser preparado pela ação de ácidos minerais em sulfetos metálicos, geralmente em laboratórios, pela reação de ácido clorídrico com sulfeto de ferro II. Seu ponto de ebulição ocorre a 212,86 K.
O sulfeto de hidrogénio é um composto corrosivo, venenoso e gasoso em seu estado natural. Consiste em dois átomos de hidrogénio e um de enxofre. Encontrado no gás sintético do carvão, no gás natural e nos tipos de petróleo que contêm enxofre.
Ácido sulfídrico é outro nome usual para o composto, embora não quimicamente correto, pois esse nome só é dado quando o sulfeto de hidrogênio está diluído em água. O H2S dissolvido em água comporta-se como um ácido inorgânico fraco, formado pela ionização do H2S em água. Com bases fortes, forma sais, os sulfetos.  Numa solução ácida, o ácido sulfídrico é um agente redutor moderado. Este ácido tem um papel importante em análises qualitativas tradicionais, onde se precipitam metais com sulfetos insolúveis.
É um gás muito encontrado na indústria petroquímica e de refino de petróleo, onde determina-se que todas as atividades devem ser paralisadas quando existir uma concentração maior que 8 ppm (partes por milhão) na atmosfera local.

## Geral
O ácido sulfídrico, como é popularmente tratado e que é sua solução aquosa, ocorre naturalmente no petróleo cru, gás natural, gases vulcânicos, e mananciais de águas termais (próximas a vulcões). Também pode ocorrer como resultado da degradação bacteriana de matéria orgânica em condições anaeróbicas. Gera-se a partir de alguns aminoácidos ou pela redução de sulfatos presentes em micro-organismos sulfatorredutores. É produto de dejetos animais e humanos. As bactérias que se encontram na boca e no trato gastrointestinal produzem ácido sulfídrico ao degradar materiais que contêm proteínas vegetais e animais. O ácido sulfídrico pode ser produzido por atividades industriais, tais como processamento alimentício, coquerias, fábricas de papel, curtumes e refinarias de petróleo.

## Propriedades
O odor do sulfeto de hidrogénio pode ser percebido por humanos (limiar do odor) em quantidades tão pequenas quanto 8,1 ppb (11 μg/m3). É citada percepção em concentrações tão baixas quanto 0,00047 partes por milhão (470 partes por trilhão).
O sulfeto de hidrogénio é levemente mais pesado que o ar. A mistura de H2S e ar é explosiva. Sulfeto de hidrogénio e oxigénio queimam com uma chama azul para formar dióxido de enxofre e água.
Queima ao ar, quando em condições adequadas, produzindo, igualmente, dióxido de enxofre e água:
2 H2S + 3 O2 {\displaystyle \longrightarrow } 2 H2O + 2 SO2
Quando a quantidade de oxigênio não é a suficiente para a completa reação acima, forma-se enxofre livre, conjuntamente com água:
2 H2S + O2 {\displaystyle \longrightarrow } 2 S + 2 H2O
Em alta temperatura ou na presença de catalisadores, o dióxido de enxofre formado pode ser conduzido a reagir com sulfeto de hidrogênio para formar enxofre elementar e água. Isto é explorado no processo Claus, o principal meio para converter sulfeto de hidrogênio em enxofre elementar.
Em geral, o sulfeto de hidrogênio atua como um agente redutor, apresentando um forte comportamento quando assim atua, do que pode-se apresentar vários exemplos:
- Reduz os halogénios, liberando enxofre e formando o ácido halogenídrico:

I2 + H2S {\displaystyle \longrightarrow } 2 HI + S
Br2 + H2S {\displaystyle \longrightarrow } 2 HBr + S
- Reduz o ácido nítrico a monóxido de nitrogénio:

H2S + HNO3 {\displaystyle \longrightarrow } 2 H2O + SO2 + 2 NO
Se sulfeto de hidrogénio gasoso é colocado em contato com o ácido nítrico concentrado, ele explode.
O sulfeto de hidrogénio é levemente solúvel em água e atua como um ácido fraco, dando o íon sulfídrico HS− (pKa = 6,9 em soluções de 0,01-0,1 mol/litro a 18 °C) e o íon sulfeto S2− (pKa = 11,96). Uma solução de sulfeto de hidrogénio em água −conhecida como ácido sulfídrico, ou ainda citada como ácido hidrosulfúrico, ou ainda, em certos livros de química analítica, como "água de sulfidreto"− é inicialmente clara; mas após certo tempo torna-se turva. Isto é devido à lenta reação do sulfeto de hidrogénio com o oxigénio dissolvido na água, produzindo enxofre elementar, o qual precipita-se.
Reage com diversos sais de metais pesados (zinco, cobre, estanho, ferro, cobalto, níquel, etc) formando os sulfetos insolúveis, quando em solução diluída:
SnCl2 + H2S {\displaystyle \longrightarrow } SnS + 2 HCl
ZnSO4 + H2S {\displaystyle \longrightarrow } ZnS + H2SO4
Os sulfetos podem ser considerados os sais do sulfeto de hidrogénio. Alguns minérios são sulfetos. Sulfetos metálicos costumam ter cor negra. O papel de acetato de chumbo (II) é usado para detectar sulfeto de hidrogénio pois torna-se cinza na presença do gás à medida em que sulfeto de chumbo (II) é produzido.
A reação de sulfetos metálicos com ácidos fortes libera sulfeto de hidrogênio.
O sulfeto de hidrogênio reage com álcoois formando tióis.
Em 2015, medições demonstraram que o sulfeto de hidrogênio é supercondutor a cerca de 200 graus Kelvin, cerca de 40 K mais elevados do que qualquer outro material conhecido até então.

## Produção
O sulfeto de hidrogênio é mais comumente obtido por sua separação do "gás azedo", que consiste em gás natural com alto conteúdo de H2S. Também pode ser produzido por reagir-se gás hidrogênio com o elemento enxofre fundido a aproximadamente 450 °C. Hidrocarbonetos podem substituir hidrogênio neste processo.
Bactérias redutoras de sulfato utilizam sulfatos para oxidar compostos orgânicos ou hidrogênio e assim gerar energia sob condições de baixo oxigênio; isto resulta em sulfeto de hidrogênio como produto residual.
A preparação padrão em laboratório é lentamente aquecer sulfeto ferroso (FeS) com um ácido forte num aparelho de Kipp.
FeS + 2 HCl → FeCl2 + H2S
Uma alternativa menos conhecida e mais conveniente é reagir sulfeto de alumínio com água:
6 H2O + Al2S3 →  3 H2S + 2 Al(OH)3
Este gás é também produzido aquecendo-se enxofre juntamente com compostos orgânicos sólidos e utilizando hidrogênio para reduzir compostos orgânicos sulfurados.
O sulfeto de hidrogênio também é um subproduto de algumas reações e deve-se tomar cuidado quando a produção é provável, pois a exposição a ele pode ser fatal.

## Ocorrência

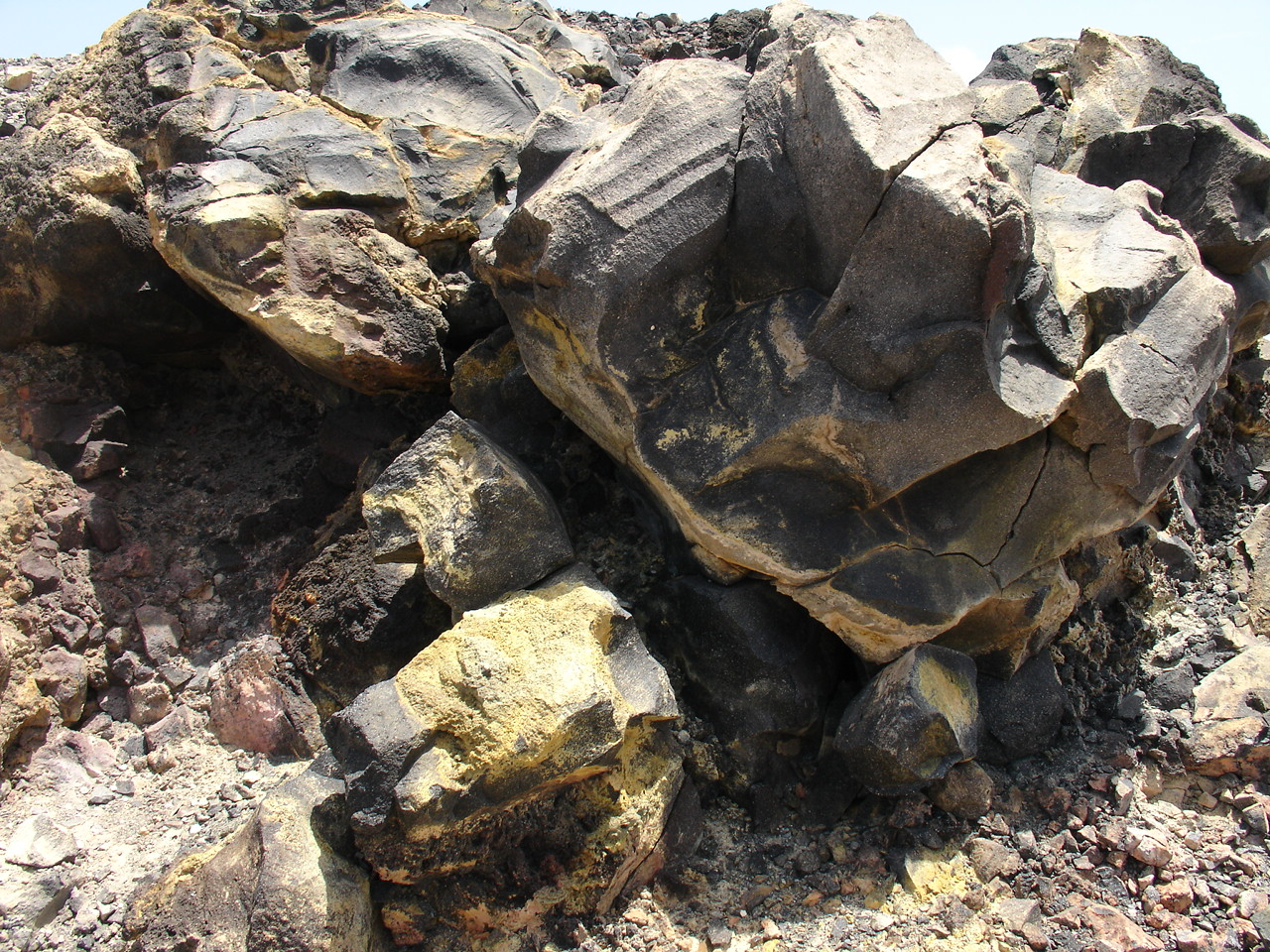
Depósito de enxofre sobre uma rocha, causado por gases vulcânicos.

Pequenas quantidades de sulfeto de hidrogênio ocorrem em petróleo cru, mas o gás natural pode conter até 90% desse composto. Um pouco de H2S é emitido por vulcões e algumas fontes quentes (assim como fontes frias), onde ele provavelmente surge por hidrólise de sulfetos minerais (SM), i.e. SM + H2O → MO + H2S.
Aproximadamente 10% das emissões globais de H2S devem-se a atividades humanas. De longe, a maior rota industrial para o H2S ocorre em refinarias de petróleo: O processo de hidrodessulfurização libera enxofre do petróleo pela ação de hidrogênio. O H2S resultante é convertido em enxofre elementar por combustão parcial pelo processo Claus, que é a principal fonte de enxofre elementar. Outras fontes antropogênicas de sulfeto de hidrogênio incluem fornos de coque, fábricas de papel (usando o método do sulfato), e curtumes. O H2S surge de virtualmente qualquer enxofre elementar que entre em contato com material orgânico, especialmente a altas temperaturas.
O sulfeto de hidrogênio pode estar presente naturalmente em água de poços. Em tais casos, o ozônio é comumente usado para sua remoção. Um método alternativo usa um filtro com dióxido de manganês. Ambos métodos oxidam sulfetos aos menos tóxicos sulfatos.

## Usos

### Produção de compostos tio-orgânicos
Diversos compostos organossulfurados são produzidos usando-se sulfeto de hidrogênio. Estes incluem metanotiol, etanotiol e ácido tioglicólico.

### Sulfetos de metais alcalinos
Após combinar com bases de metais alcalinos, o sulfeto de hidrogênio converte-se em hidrosulfitos alcalinos tais como hidrossulfeto de sódio e sulfeto de sódio, que são usados na degradação de biopolímeros. Tanto a depilação de couros quanto a deslignificação da polpa pelo processo Kraft são efetuados por sulfetos alcalinos.

### Química analítica
O sulfeto de hidrogênio tem importância em química analítica há bem mais de um século na análise qualitativa inorgânica de íons metálicos. Nessas análises, íons de metais pesados (e não metais, p.ex., Pb(II), Cu(II), Hg(II), As(III)) são precipitados da solução por exposição ao H2S. Os componentes do precipitado resultante redissolvem-se com alguma seletividade.
Para uso laboratorial em pequena escala em química analítica, o uso de tioacetamida tem superado o H2S como fonte de íons de sulfeto.

### Precursor para sulfetos metálicos
Como indicado acima, muitos íons metálicos reagem com sulfeto de hidrogênio dando os correspondentes sulfetos metálicos. Esta conversão é amplamente explorada. Por exemplo, gases ou águas contaminados por sulfeto de hidrogênio pode ser limpos com sulfetos metálicos. Na purificação de minérios metálicos por flotação, pós-minerais são comumente tratados com sulfeto de hidrogênio para melhorar a separação. Partes metálicas são às vezes passivadas com sulfeto de hidrogênio. Catalisadores usados em hidrodessulfurização são rotineiramente ativados com sulfeto de hidrogênio, e o comportamento de catalisadores metálicos usados em outras partes de refinarias é também modificado com sulfeto de hidrogênio.

### Outras aplicações
O sulfeto de hidrogênio é usado para separar óxido de deutério, ou água pesada da água normal pelo processo do sulfeto de Girdler.

## Remoção de gases combustíveis
O sulfeto de hidrogênio é comumente encontrado em gás natural, biogás e LPG. Ele pode ser removido por uma variedade de processos.

### Reação com óxido de ferro
Gás é bombeado através de um recipiente de óxido de ferro (III) hidratado, o qual combina-se com sulfeto de hidrogênio.
Fe2O3(s)  +  H2O(l)  +  3 H2S(g) → Fe2S3(s) + 4 H2O(l)
De modo a regenerar óxido de ferro (III), o recipiente deve ser colocado fora de serviço, preenchido com água e aerado.
2 Fe2S3(s)  +  3 O2(g)  +  2 H2O(l)  →  2 Fe2O3(s) + 2H2O(l) + 6 S(s)
No final da reação de regeneração, a água do recipiente é drenada e pode ser retornada ao serviço.
A vantagem deste sistema é que ele é totalmente passivo durante a fase de extração.

### Hidrodessulfurização
Hidrodessulfurização é um método mais complexo de remoção de enxofre de combustíveis.

## Segurança
O sulfeto de hidrogênio é um gás altamente tóxico e inflamável (faixa de inflamabilidade: 4.3 % - 46 %). Sendo mais pesado que o ar, tende a acumular-se no fundo de espaços pobremente ventilados. Embora de odor muito pungente ao início, rapidamente enfraquece o sentido do olfato, assim as vítimas potenciais podem não estar cientes de sua presença, até que seja tarde demais. Para os procedimentos de manuseio, deve-se consultar uma ficha MSDS (do inglês Material Safety Data Sheet, Ficha de Segurança de Material) de sulfeto de hidrogênio.

### Toxicidade
O sulfeto de hidrogênio é considerado um veneno de largo espectro, o que significa que pode envenenar diferentes sistemas no corpo, embora o sistema nervoso seja principalmente afetado. A toxicidade do H2S é comparável com a do cianeto de hidrogênio. Ele forma uma ligação complexa com o ferro nas enzimas citocrômicas mitocondriais, impedindo assim a respiração celular.
Dado que o sulfeto de hidrogênio ocorre naturalmente no organismo, no ambiente e no intestino, as enzimas existentes no organismo são capazes de desintoxicá-lo por oxidação a sulfato (inofensivo). Assim, baixos níveis de sulfeto de hidrogênio são tolerados indefinidamente.
Em algum nível limítrofe, que acredita-se estar em torno de 300–350 ppm, as enzimas oxidativas tornam-se sobrecarregadas. Muitos detectores de segurança pessoal de gás, tais como aqueles usados por trabalhadores da indústria petroquímica e em esgotos, são configurados para emitir sinais em níveis bem baixo, como 5 a 10 ppm, e para entrar em alarme em 15 ppm.
Um indício interessante de diagnóstico de intoxicação extrema por H2S é a descoloração de moedas de cobre nos bolsos da vítima. O tratamento envolve inalação imediata de nitrito de amila, injeções de nitrito de sódio, inalação de oxigênio puro, administração de broncodilatadores para superar eventuais broncoespasmos e, em alguns casos, terapia de oxigênio hiperbárico (TOH). A terapia TOH tem apoio anedotal e permanece controversa.
Exposição a baixas concentrações podem resultar em irritação dos olhos, dor de garganta e tosse, náuseas, falta de ar e líquido nos pulmões. Estes efeitos são atribuídos ao fato de que o sulfeto de hidrogênio combina-se com substâncias alcalinas presentes em tecidos da superfície úmida para formar sulfeto de sódio, que é cáustico. Esses sintomas geralmente desaparecem em algumas semanas.
A longo prazo, um baixo nível de exposição pode resultar em fadiga, perda de apetite, cefaleias, irritabilidade, perda de memória e vertigens. Exposição crônica abaixo nível de H2S (aproximadamente 2 ppm) tem sido associada ao aumento de problemas de saúde reprodutiva e abortos entre trabalhadores russos e finlandeses de polpa de madeira, mas essas conclusõe ainda não foram replicadas (até 1995).
- 0,00047 ppm é o limiar de reconhecimento, a concentração na qual 50% dos seres humanos conseguem detectar o odor característico de sulfeto de hidrogênio,[24] normalmente descrito como de "ovos podres".
- Menos de 10 ppm tem um limite de exposição de 10 minutos numa jornada de trabalho de 8 horas.
- 10–20 ppm é a concentração limite da irritação ocular.
- 50–100 ppm leva a danos aos olhos.
- A 100–150 ppm o nervo olfatório é paralisado após umas poucas inalações, e o sentido do olfato desaparece, quase sempre juntamente com a consciência do perigo.[25][26]
- 320–530 ppm conduz a edema pulmonar com a possibilidade de morte.
- 530–1000 ppm causa forte estimulação do sistema nervoso central e respiração acelerada, levando à perda de respiração.
- 800 ppm é a concentração letal para 50% dos humanos por 5 minutos de exposição (LC50).
- Concentrações acima de 1000 ppm causam colapso imediato com perda de respiração, mesmo após uma única inalação.

### Incidentes
O sulfeto de hidrogênio foi usado pelos britânicos como agente químico durante a Primeira Guerra Mundial. Não foi considerado um gás de guerra ideal; no entanto, foi usado em duas ocasiões em 1916 quando caiu temporariamente o fornecimento de outros gases.
O gás, produzido pela mistura de certos ingredientes domésticos, foi usado em uma onda de suicídios em 2008, primordialmente mas não exclusivamente no Japão. O fenômeno ocorreu também em 2010 em algumas cidades dos EUA e em Putney, Inglaterra. Os socorristas foram alertados quanto ao perigo de exposição a esse gás ao atender casos de suicídio.
Acredita-se que um lixão de resíduos tóxicos contendo sulfeto de hidrogênio causou 17 mortes e milhares de intoxicações em Abidjan, na costa da África Ocidental, no incidente do Despejo de lixo tóxico na Costa do Marfim de 2006.
Em 1975, uma explosão de sulfeto de hidrogênio em Denver City, Texas, matou 9 pessoas.
Em 1981, um vazamento de sulfeto de hidrogênio na Refinaria Henrique Lage (REVAP) em São José dos Campos matou 10 trabalhadores instantaneamente. O acidente ocorreu por um erro de projeto e operação de urgência na Unidade de Craqueamento Catalítico.